# Lecocarpus
Lecocarpus là một chi thực vật có hoa trong họ Cúc (Asteraceae).

## Loài
Chi Lecocarpus gồm các loài: